# 莫頓山
64°24′S 61°1′W / 64.400°S 61.017°W
莫頓山（英語：Mount Morton），是南極洲的山峰，位於葛拉漢地的丹科海岸，處於布萊里奧冰川和凱利冰川之間，根據英國研究隊拍攝的照片繪入地圖，現時由南極條約體系管理。